# Herman Juhlin-Dannfelt
Herman Julius Brorson Juhlin-Dannfelt, född 2 februari 1852 i Lovö församling, Stockholms län, död 25 juli 1937 i Danderyds församling, Stockholms län, var en svensk vetenskapsman, agronom och riksdagsman.
Juhlin-Dannfelt föddes på Edeby gård invid Drottningholms slott på Lovön som son till Carl Juhlin-Dannfelt. Han genomgick Nya elementarskolan i Stockholm, där han 1871 blev student. Han studerade därefter vid Uppsala universitet, avlade 1876 filosofie kandidatexamen, 1881 filosofie licentiatexamen och promoverades 1882 till filosofie doktor. Vintern 1872–1873 tjänstgjorde han som assistent vid Ultuna lantbruksinstituts laboratorium samt var 1873 sekreterare vid svenska avdelningen av världsutställningen i Wien. Åren 1878, 1879 och 1880 var han extra geolog vid Sveriges geologiska undersökning och blev 1881 ordinarie elev vid Ultuna lantbruksinstitut, varifrån han utexaminerades 1882.
Från och med 1882 ägnade sig Juhlin-Dannfelt uteslutande åt det svenska lantbruksväsendet. Han var 1882–1883 lärare vid Malmöhus läns hushållningssällskaps lantbruksskola på Oregård, 1883–1885 vikarierande huvudlärare i organisk och agrikulturkemi samt geologi vid Ultuna och 1884–1885 lärare i mejerikemi vid den högre mejeriskolan där. Från sistnämnda år till 1892 förestod Juhlin-Dannfelt Kopparbergs läns lantbruksskola på Vassbo och var 1888–1892 Kopparbergs läns hushållningssällskaps sekreterare, varjämte han 1890 förestod länets frökontrollanstalt. År 1892 blev han lektor i jordbrukslära och jordbruksekonomi vid Ultuna lantbruksinstitut samt institutets rektor och sedan 1896 även sekreterare hos institutets styrelse. Han utnämndes 1902 till Lantbruksakademiens sekreterare efter Lovén.
År 1895 blev Juhlin-Dannfelt ledamot av Lantbruksakademien och fick 1897 professors namn Han företog 1880 med understöd av Vetenskapsakademien en algologisk studieresa i Sverige, reste 1876 i Förenta staterna samt företog 1884 med statsstipendium en agronomisk studieresa i Danmark, Tyskland, Nederländerna, Frankrike och England samt 1889 och 1894 till Tyskland och England.
Juhlin-Dannfelt avgick 1919 från sekreterarbefattningen vid Lantbruksakademien och blev samma år hedersledamot av akademien samt erhöll dess stora guldmedalj. Han blev 1918 ledamot av Lantbruksrådet. Han var 1907–1920 Sveriges ombud vid Internationella lantbruksinstitutet i Rom och 1917–1919 ledamot av Folkhushållningskommissionen.
Som riksdagsman var Juhlin-Dannfelt ledamot av första kammaren i Sveriges riksdag från 26 februari 1908 till 1909, invald i Västerbottens läns valkrets.
Han gifte sig 1892 med Signe Maria Nordin (1870–1935).